# Typhlodromips scleroticus
Typhlodromips scleroticus är en spindeldjursart som beskrevs av De Leon 1966. Typhlodromips scleroticus ingår i släktet Typhlodromips och familjen Phytoseiidae. Inga underarter finns listade i Catalogue of Life.